# Kathleen Vandenhoudt
Kathleen Vandenhoudt (Gent, 20 augustus 1969) is een Vlaamse zangeres, muzikante, componiste en actrice.

## Biografie
In 1989 was ze finaliste van Fanclub. Tijdens de Baccarabeker behaalde ze de Sabamprijs, de Publieksprijs en de Persprijs. Daarnaast sleepte ze een Gouden Bertje in de wacht. Geen podium is haar vreemd: van stamcafé tot festival, van Moskou tot Barcelona. Door haar puurheid, kracht en groot bohemiengehalte was of is ze een graag geziene gast bij Roland, Rony Verbiest, Thé Lau, Xavi Maureta, Stevo Harpo, Will Tura, Pieter-Jan de Smet, Bruno Deneckere, Les Supappes, Last Call, Laatste Showband en Kommil Foo.
In 1996 vertolkte ze in Kinderen Niet Toegelaten op VRT 1 wekelijks een nummer, begeleid door Ad Cominotto. Ze was ook te zien in De Muziekkwis op VT4, op VRT in De Zevende Dag, De Laatste Show.
Ook in de theaterwereld is ze actief. Ze was componiste voor 'Theater Froe Froe' en 'Het Paleis' in Antwerpen. Ze componeerde en speelde ook voor DVG in Gent en was ook componist/actrice voor 4Hoog. Kathleen richtte met Rik Tans het absurde theater Sputnik op, een muziek-theater gezelschap voor mensen vanaf 8 jaar. Ze schreef de muziek/theater monoloog "Kraaien" over de blues die we allemaal dragen.
Ze leverde studiowerk voor Arno, Guido Belcanto, Eric Bibb, Last Call, Yasmine, Toy-story 1, Lieven Tavernier, Derek B, Mary's Little Lamb en componeerde voor Piazza van Radio 1.
Met het programma 'About Queens of the Blues' toerde ze met Pascale Michiels en deden het voorprogramma voor Bill Wyman van The Rolling Stones. Met de opvolger Blue(s) Angels: Jan en Anneke de Bruijn, Pieter Van Bogaert en Pascale Michiels toerde ze in Europa.
Na 18 jaar met Pascale Michiels samengewerkt te hebben, besloten ze om officieel een duo te vormen. Met 'Billy & Bloomfish' gaat ze terug naar de Akoestische Americana, Roots & Blues. Hierin worden ze muzikaal bijgestaan door Luc van de Poel, gitarist bij The Kids (Belgische band)
Ze maakt als Hermine Rielemans deel uit van de band 'The Infamous Roots Rielemans Family Orchestra'.

## Discografie

### Albums
| Album met hitnotering(en) in de Vlaamse Ultratop 200 albums | Datum van verschijnen | Datum van binnenkomst | Hoogste positie | Aantal weken | Opmerkingen |
| ----------------------------------------------------------- | --------------------- | --------------------- | --------------- | ------------ | ----------- |
| Gracious                                                    | 2009                  | 27-02-2009            | -               | -            |             |
| Heart & Wings                                               | 2004                  | 13-03-2004            | 54              | 4            |             |

### Singles
| Single met hitnotering(en) in de Vlaamse Ultratop 50 | Datum van verschijnen | Datum van binnenkomst | Hoogste positie | Aantal weken | Opmerkingen |
| ---------------------------------------------------- | --------------------- | --------------------- | --------------- | ------------ | ----------- |
| I hear you                                           | 2004                  | -                     | -               | -            |             |
| Never forget                                         | 2003                  | -                     | -               | -            |             |

### Tracks op compilaties
- Bewitched, bothered and bewildered (De Stemkroeg Live) op REW.FFWD, 4 mei 2005
- Knockin' On Heaven's Door op De Notenclub, 1999

### Discografie als muzikant, zanger, producer,...
- About Queens of the Blues
- Arno & the Subrovnicks
- Billy & Bloomfish
- De Schedelgeboorten
- De Vieze Gasten
- Derek
- Gesloten Hart
- Guy Swinnen
- Jim Cofey
- Jo Vervaet
- Kathleen Vandenhoudt
- Kazzen & Koo
- Kloot Per W
- Last Call
- Lieven Tavernier
- Mary's Little Lamb
- Sanne
- The Blue Angels
- The Trouble 3
- Yasmine

### Discografie als auteur/componist
- Billy & Bloomfish
- De Vieze Gasten
- Kathleen Vandenhoudt
- The Trouble 3